# Zootrophion erlangense
Zootrophion erlangense är en orkidéart som beskrevs av Jürgen Roeth och Wolfgang Rysy. Zootrophion erlangense ingår i släktet Zootrophion och familjen orkidéer.
Artens utbredningsområde är Peru. Inga underarter finns listade i Catalogue of Life.